# Monumento a papa Giovanni Paolo II (San Cristóbal de La Laguna)

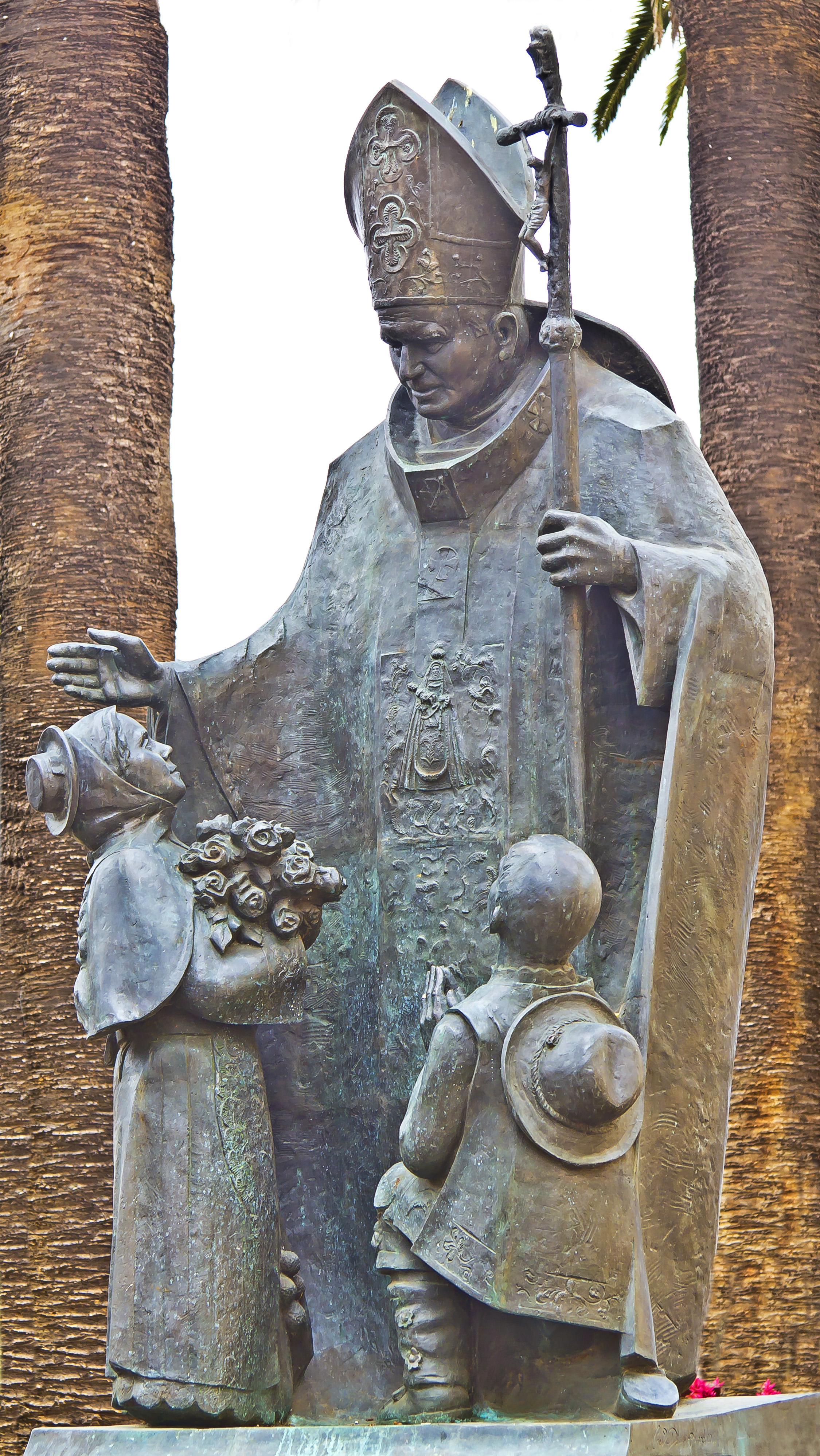
Monumento a papa Giovanni Paolo II

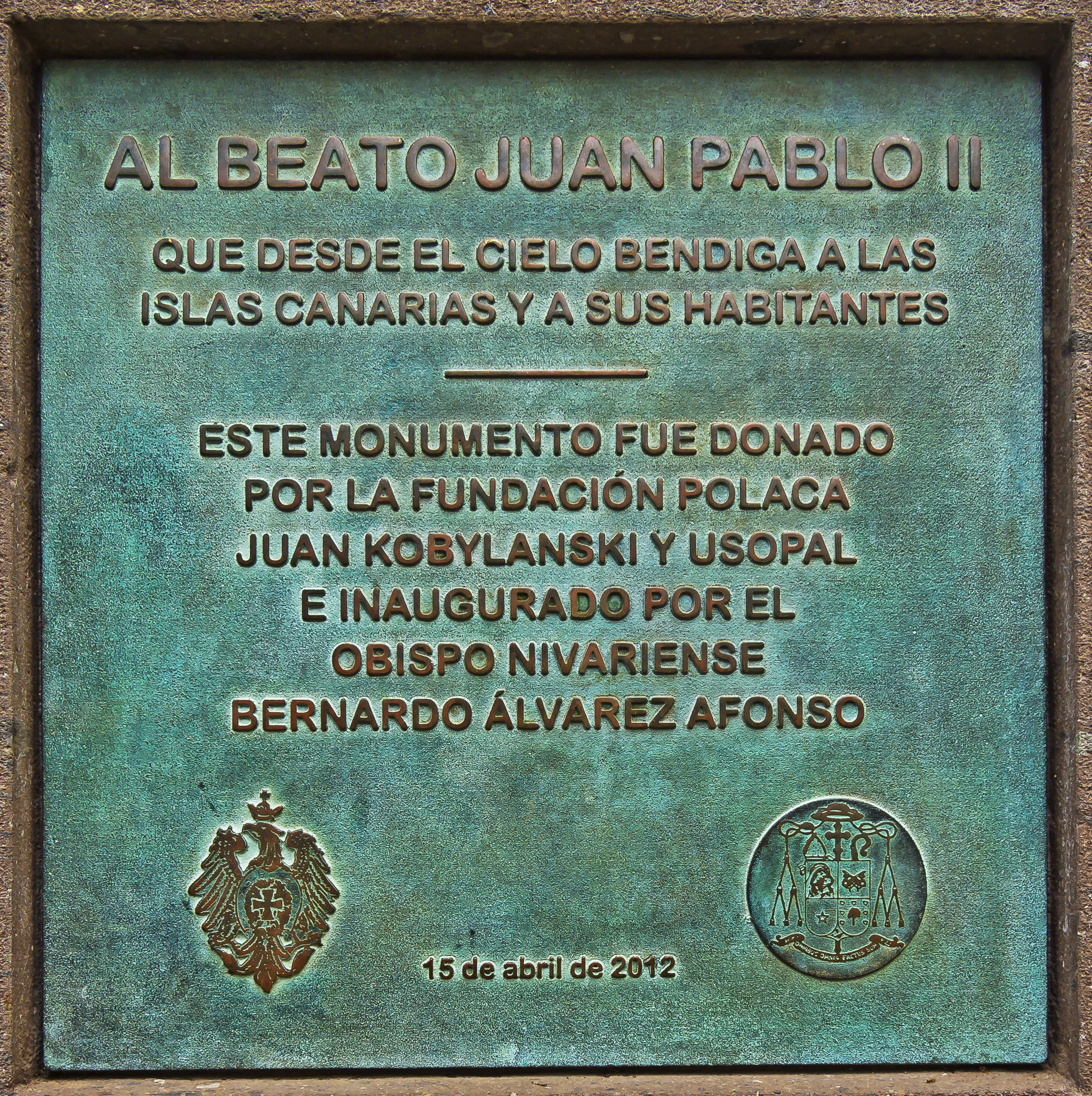
Piastra alla base della statua

Il monumento a papa Giovanni Paolo II è una statua in bronzo raffigurante papa Giovanni Paolo II, che si trova accanto alla porta principale della chiesa di Nostra Signora della Concezione nella città di San Cristóbal de La Laguna (Tenerife, isole Canarie, Spagna).

## Descrizione
La statua è opera dell'artista polacco Czesław Dźwigaj. Il monumento rappresenta il sommo pontefice, che indossa i paramenti liturgici e benedice una ragazza e un ragazzo vestiti in abiti tipici delle Isole Canarie. A loro volta, essi offrono frutti e fiori al pontefice. Nella pianeta del papa è raffigurata la Vergine della Candelaria (patrona delle isole Canarie). Il monumento si trova nei giardini delle scale di accesso alla Chiesa della Concezione in piazza Dottore Olivera.
La base che sostiene la statua è formato da una roccia vulcanica naturale dell'isola. La statua, invece, è stata fatta in Polonia nel 2011, e fu trasportata nell'isola di Tenerife all'inizio del 2012. L'opera è stata donata dalla Fondazione Giovanni Kobylansky e dall'Unione delle imprese polacche e organizzazioni dell'America Latina (USOPAL). Juan Kobylansky è un uomo d'affari di origine polacca nato nel 1922, già console onorario del Paraguay in Santa Cruz de Tenerife 1975-1989.

## Inaugurazione
Il monumento è stato inaugurato il 15 aprile 2012, in coincidenza con l'anniversario della morte liturgica di Giovanni Paolo II sulla Divina Misericordia. Durante l'inaugurazione erano presenti quattro alti funzionari del Vaticano e 47 persone dalla Polonia. C'erano, infatti, molti rappresentanti di associazioni polacche, provenienti da vari paesi, tra cui Polonia, Svezia, Austria, Francia, Norvegia, Scozia, Canada, USA, Messico, Cile, Argentina, Brasile, Uruguay e Paraguay.
Le autorità locali presenti erano il presidente del Parlamento delle Isole Canarie, il presidente del Cabildo de Tenerife, il sindaco della città di San Cristóbal de La Laguna, il deputato del governo nella provincia e capo tenente generale Command Canarie davanti alla rappresentanza militare. La benedizione del monumento è stata presieduta dal Vescovo della Diocesi di Tenerife, Bernardo Álvarez Afonso, e dal Cardinale Santos Abril y Castelló, Arciprete della Basilica di Santa Maria Maggiore a Roma.
Questa è una delle prime statue al mondo dedicate a Giovanni Paolo II ad essere benedetta e inaugurata dopo la sua beatificazione, avvenuta il 1º maggio 2011.